# Christus de Verlosser-kerk (Sint-Petersburg)
De Kerk van Christus de Verlosser (Russisch: Це́рковь Христа́ Спаси́теля), ook bekend als de Verlosser op het Water (Russisch: Храм Спас-на-Водах) was een Russisch-orthodoxe kerk in de Russische stad Sint-Petersburg. Totdat de kerk in 1932 werd opgeblazen stond de kerk als eerbetoon aan de zeelieden die stierven voor Rusland op een prachtige en toepasselijk locatie aan de Neva.

## Geschiedenis
De kerk werd gebouwd ter nagedachtenis van de omgekomen bemanning van de Russische Keizerlijke Marine in de Slag bij Tsushima tijdens de Russisch-Japanse Oorlog (1904-1905). Er werd in 1908 een comité ingesteld met als doel geld in te zamelen onder het publiek om de bouw van de kerk mogelijk te maken. De beschermvrouw van het comité was koningin Olga van Griekenland. Voorzitter van het comité was senator P.N. Ogarev, wiens eigen zoon het leven had gelaten in de zeeslag. Op 31 juli 1911 werd de bovenkerk gewijd aan het Lijden van Christus in de hof van Getsemane in het bijzijn van tsaar Nicolaas en koningin Olga, nadat enkele dagen eerder de benedenkerk al was ingewijd ter ere van de heilige Nicolaas. De kerk was gedecoreerd met veel mooi mozaïeken, het grootste en waarschijnlijk ook het mooiste mozaïek bevond zich in de bovenkerk en stelde Christus die over het water liep voor. De kerk werd gebouwd in de stijl van de Vladimir-Soezdal architectuur van de 12e eeuw en vertoonde veel gelijkenis met de Demetriuskerk in Vladimir. De gevels van de eenkoepelige kerk waren van witte steen uit Staritsa.
Veel voorwerpen en iconen in de kerk waren schenkingen van nabestaanden van gestorven zeelieden. Op de muren van de kerk stonden alle getroffen schepen vermeld met de namen en rangen van de gestorven bemanning (8.369 personen).

## Sovjet-periode
Op 8 maart 1932 werd de kerk definitief gesloten, nadat de overheid in 1931 al had besloten om de kerk te slopen ten behoeve van de uitbreiding van een aangrenzende onderneming. Ondanks de protesten van duizenden inwoners van Sint-Petersburg werd de kerk al snel daarna opgeblazen.

## Herbouw?
In 1990 werd een stichting opgericht die ijvert voor de herbouw van de kerk. Op de plek waar eens weer de kerk moet verrijzen werd in 2003 de Nicolaaskapel ingewijd. Het kruis op de Nicolaaskapel is een kopie van het kruis dat eens op de Verlosserskerk stond. Enkele in 1995 ontdekte mozaïeken, die net voor de sloop uit de Verlosserskerk waren verwijderd en waarvan men meende dat ze bij de sloop verloren waren gegaan, keerden in 2007 terug naar de historische plaats. De overheid staat welwillend tegenover de plannen maar de verwezenlijking wordt bemoeilijkt door de Admiraliteit Scheepswerven (Russisch: Адмиралтейские верфи). Een deel van de fundering van de gesloopte kerk ligt op de grond van dit bedrijf.